# Marián Novotný
Marián Novotný (* 14. září 1950, Jacovce) je bývalý slovenský fotbalista, záložník. Po skončení aktivní kariéry působí jako fotbalový funkcionář.

## Fotbalová kariéra
V československé lize hrál za Inter Bratislava. Nastoupil ve 128 ligových utkáních a dal 20 gólů. Za olympijskou reprezentaci nastoupil ve 4 utkáních. V Poháru UEFA nastoupil v 8 utkáních a dal 2 góly.

## Ligová bilance
| Ročník                                   | Zápasy | Góly | Klub             |
| ---------------------------------------- | ------ | ---- | ---------------- |
| 1. československá fotbalová liga 1974/75 | -      | 7    | Inter Bratislava |
| 1. československá fotbalová liga 1975/76 | -      | 0    | Inter Bratislava |
| 1. československá fotbalová liga 1976/77 | -      | 7    | Inter Bratislava |
| 1. československá fotbalová liga 1977/78 | -      | 5    | Inter Bratislava |
| 1. československá fotbalová liga 1978/79 | 26     | 1    | Inter Bratislava |
| LIGA CELKEM                              | 128    | 20   |                  |